# Großsteingrab Riesdorf
Das Großsteingrab Riesdorf war eine mögliche megalithische jungsteinzeitliche Grabanlage bei Riesdorf, einem Ortsteil von Möckern im Landkreis Jerichower Land, Sachsen-Anhalt. Es wurde wohl spätestens im 19. Jahrhundert zerstört. Eine Beschreibung der Anlage liegt nicht vor, ihre mögliche Existenz ist nur durch die Bezeichnung „Gewölbebreiten“ auf einem historischen Messtischblatt belegt.